# 그 밤이 다시 오면
"그 밤이 다시 오면"은 한국에서 제작된 노필 감독의 1958년 영화이다. 이민 등이 주연으로 출연하였고 이재명 등이 제작에 참여하였다.

## 출연

### 주연
- 이민
- 이빈화
- 김신재
- 추석양

## 기타
- 원작자: 정비석
- 조명: 황동춘
- 녹음: 최칠복
- 미술: 이봉선